# 上施瓦察赫
上施瓦察赫是德国巴伐利亚州的一个市镇。总面积25.51平方公里，总人口1376人，其中男性705人，女性671人（2011年12月31日），人口密度54人/平方公里。